# ورود به جو

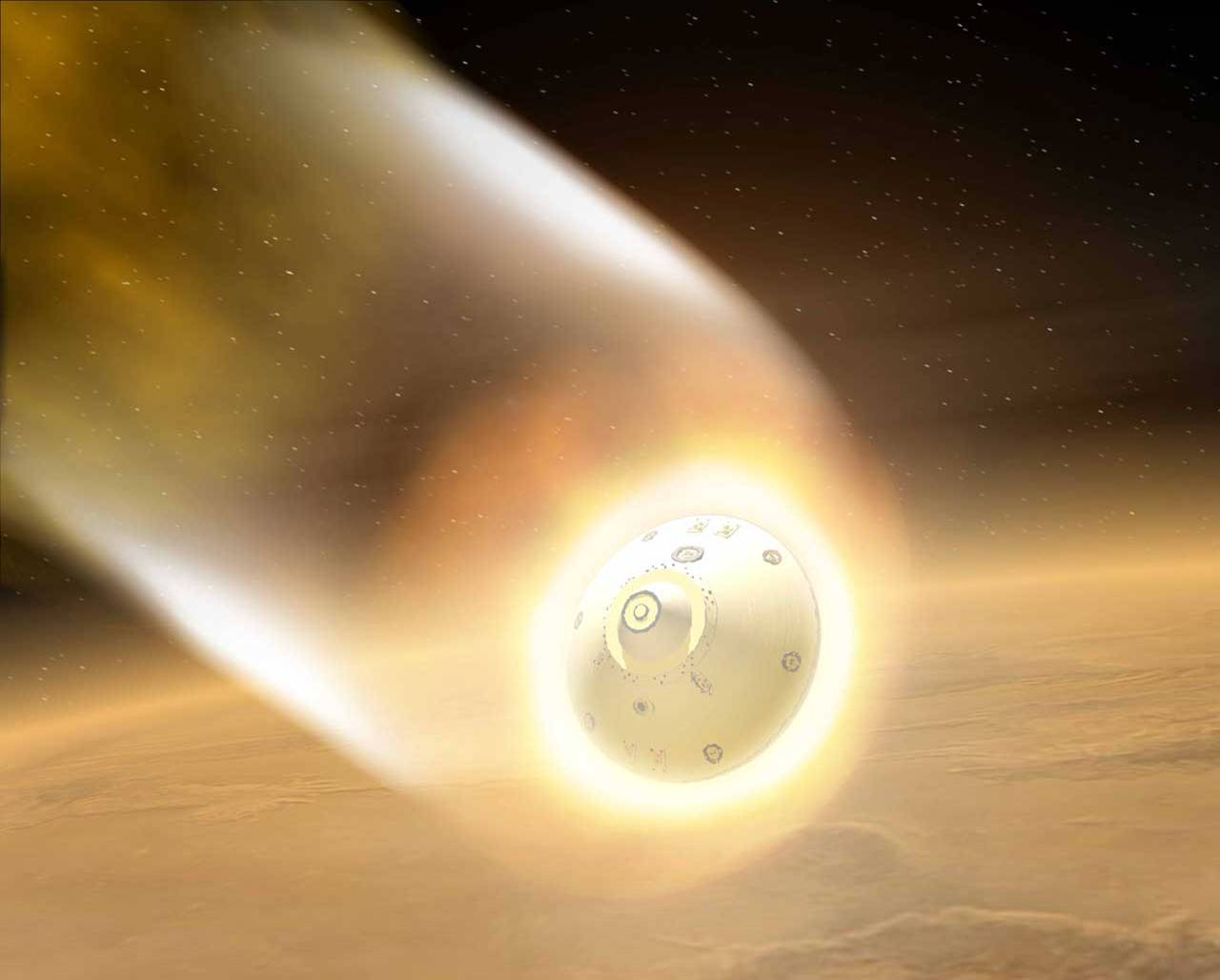
تصویر انیمیشنی مریخ‌نورد دیسکاوری هنگام ورود برنامه‌ریزی شده

تصویر انیمیشنی فازهای مختلف ورود یک شهاب که وارد جو زمین می‌شود وسپس به عنوان یک شهاب دیده می‌شود و در نهایت به عنوان سنگ آسمانی فرود می‌آید.

ورود به جو حرکت اشیاء به سمت داخل گازهای موجود در جو یک سیاره از فضای بیرونی آن سیاره است.
ورود به جو به دو گونه صورت می‌گیرد: یکی ورود کنترل‌نشده، مانند ورود اجرام آسمانی، زباله‌های فضایی، یا شهاب‌سنگ‌هااست، و دیگری ورود کنترل‌شده، مانند ورود ساخته‌های بشری که با به کارگیری تکنولوژی برای ورود یا ورود مجدد به جو در نظر گرفته شده و از قبل برای روبرو شدن با دشواری‌های ورود به اتمسفر برنامه‌ریزی و آماده شده‌اند. برای فضاپیمایی که قابلیت هدایت یا دنبال کردن مسیری از پیش تعیین شده را دارد٬ این فن آوری‌ها و رویه‌هایی که امکان ورود، نزول و فرود کنترل شده ی فضاپیما را به دست می‌دهند در مجموع (EDL) نامیده می‌شوند که کوتاه‌شدهٔ (entry, descent, and landing) است.
پسار جوی و گرمایش آیرودینامیکی این قدرت را به اتمسفر می‌دهد که مواد کوچک‌تر را به‌طور کامل متلاشی کند. این نیروها سبب می‌شوند، اجسامی که مقاومت فشاری کمتری دارند، منفجر شوند.
در مورد زمین، این وضعیت ورود به اتمسفر، در بالای خط کارمان در ارتفاع ۱۰۰ کیلومتری سطح زمین اتفاق می‌افتد، درحالی که در سیارهٔ ناهید ورود به ناهید در ارتفاع ۲۵۰ کیلومتری و در جو مریخ در ارتفاع ۸۰ کیلومتری است. اشیاء کنترل نشده، در سراسر جو شتاب می‌گیرند تا به حداکثر سرعت ممکن تحت گرانش زمین برسند. بیشتر اشیای کنترل شده به دلیل‌هایی مانند پروازهای زیر مداری (برای مثال ورود مجدد موشک بالستیک قاره‌پیما)، مداری (برای مثال شاتل فضایی)، یا مسیرهای شبه هزلولی، با سرعت مافوق‌صوت وارد جو می‌شوند. تکنولوژی‌های متنوع و پیشرفته‌ای توسعه یافته‌اند تا ورود مجدد به جو و پرواز در سرعت حداکثر را امکان‌پذیر کنند. یک روش‌های جایگزین ورود به اتمسفر برای اشیاء کنترل شده روش شناوری است که ورود با سرعت پایین صورت می‌گیرد که برای ورود سیاره‌ای مناسب است؛ جایی که جو ضخیم یا گرانش قوی یا هر دو شرایط ورود با سرعت بالا را دشوار می‌سازد.